# إليزابيث واجنر ريد
إليزابيث واجنر ريد هي عالمة في علم الوراثة من أصل أمريكي وواحدة من أوائل العلماء الذين عملوا على ذبابة الهمجة أو الدروسوفيلا، عملت كأستاذة في العديد من الدورات العلمية وكانت أبحاثها تصب في استعادة تاريخ النساء العالمات في القرن التاسع عشر. ولدت إليزابيث واجنر ريد في الفلبين عام 1912 لممرضة إيرلندية شمالية ولموظف حكومي أمريكي ونشأت في كارول بولاية أوهايو وأكملت دراستها وحصلت على درجة البكالوريوس والماجستير والدكتوراه في علم الوراثة من جامعة ولاية أوهايو. عملت مع زوجها في مجال علم الوراثة النباتية في محطة تكساس للتجارب الزراعية في الأربعينيات من القرن الماضي وعادت إلى أوهايو بعد أن قُتل زوجها أثناء الحرب العالمية الثانية وأجرت دراسات حول البنسلين في مؤسسة أبحاث ولاية أوهايو. تزوجت للمرة الثانية من شيلدون سي ريد ليصبح الزوجان شريكين في البحث أولًا في جامعة هارفارد ومن عام 1947 في معهد دايت لعلم الوراثة البشرية بجامعة مينيسوتا، كانت واجنر واحدة من النساء القلائل اللائي أدّين عملًا رائدًا في علم الوراثة.
ركزت دراساتها في بداياتها على تطور الأنواع إذ أجرت تحليلًا إحصائيًا ومقارنة الفروق الدقيقة في جنس ذبابة الهمجة، وسرعان ما تحول اهتمام الزوجين في علم الوراثة البشرية إذ نشر الزوجان أعمالًا عن الاضطرابات والأمراض الخلقية وكانوا يدعون لطلب الاستشارة الوراثية القائمة على فهم كيفية حدوث هذه الاضطرابات الخلقية فيما يتعلق بإنجاب الأطفال. كانت واجنر من النساء المدافعات عن حقوق المرأة وكتبت عدة مقالات حول التمييز الجنسي تجاه العالمات، ولم تكافح فقط لتوجيه النساء للعمل ولكن لاستعادة تاريخ العالمات. توفيت في 14 يوليو 1996.

## حياتها المبكرة وتعليمها
ولدت إليزابيث واجنر في 27 أغسطس 1912 في باجيو بجزيرة لوزون بالفلبين لوالدتها الممرضة كاثرين (كنيتها كليلاند قبل الزواج) الأيرلندية ووالدها الموظف الحكومي والمشارك في الحروب جون واجنر، خدم والدها في الحرب الإسبانية الأمريكية وبعد ذلك عمل في مناصب مختلفة في الخدمة المدنية كمترجم فوري للمحكمة وسكرتير لحاكم مقاطعة الجبل في لوزون خلال الفترة التي كانت فيها الفلبين إقليمًا غير مدمج في الولايات المتحدة. نشأت واجنر بالقرب من كارول في أوهايو وتخرجت من مدرسة قناة وينشستر الثانوية وواصلت دراستها في جامعة ولاية أوهايو من عام 1930 وتخصصت في علم النبات، تفوقت في دراستها وحصلت في عامها الثاني على أعلى الدرجات في فصلها، وتخرجت مع مرتبة الشرف وانتخبت في جمعية الشرف الأكاديمية فاي بيتا كابا في عام 1933.
حصلت واجنر على درجة الماجستير في عام 1934 وعلى درجة الدكتوراه في عام 1936 بدعم من هيئة الدراسات العليا بولاية أوهايو، أجرت مزيدًا من الدراسات في عام 1937 في مجال أبحاث النباتات بعد التخرج بتمويل من شركة شيرون ويليامز بينت.